# Heterocentron undulatum
Heterocentron undulatum är en tvåhjärtbladig växtart som beskrevs av Charles Victor Naudin. Heterocentron undulatum ingår i släktet Heterocentron och familjen Melastomataceae. Inga underarter finns listade i Catalogue of Life.